# Uladzimir Jarmosjyn
Uladzimir Vasilevitj Jarmosjyn (belarusiska: Уладзі́мір Васі́левіч Ярмо́шын, łacinka: Uładzimir Vasilevič Jarmošyn, ryska: Влади́мир Васи́льевич Ермо́шин, Vladimir Vasiljevitj Jermosjin), född den 26 oktober 1942 i Pronsk, Ryska SFSR, Sovjetunionen (nuvarande oblastet Rjazan, Ryssland), är en belarusisk politiker och som var Belarus premiärminister 14 mars 2000–1 oktober 2001. Han var dessförinnan tillförordnad premiärminister från 18 februari 2000.